# شركة ميتسوبيشي للطائرات
شركة ميتسوبيشي للطائرات هي شركة يابانية تعمل على تطوير وإنتاج وبيع ودعم طائرات الركاب ميتسوبيشي جيت (MRJ سابقًا). يتم تصنيع الطائرة من قبل الشركة الأم ميتسوبيشي للصناعات الثقيلة.
تأسست شركة ميتسوبيشي للطائرات في 1 أبريل 2008. تمتلك ميتسوبيشي للصناعات الثقيلة 64% من أسهم الشركة، بينما تمتلك كل من تويوتا وشركة ميتسوبيشي 10% من الأسهم؛ من بين المساهمين الآخرين شركة سوميتومو وشركة ميتسوي وشركاه.
يقع المقر الرئيسي لشركة ميتسوبيشي للطائرات في مطار ناغويا في كوماكي في محافظة آيتشي، بجوار مرافق الإنتاج ميتسوبيشي جيت. لدى الشركة مكاتب فرعية في ناغويا وطوكيو، والتي تقع في نفس الموقع مع مكاتب ميتسوبيشي للصناعات الثقيلة. شركة ميتسوبيشي للطائرات لديها شركات فرعية في الخارج مقرها في أمستردام وفي رينتون، واشنطن.
أشار الرئيس التنفيذي تيروكي كاواي إلى أن الشركة لن تنتج طائرات أكبر من ميتسوبيشي جيت، حيث أن ميتسوبيشي للصناعات الثقيلة هي مورد رئيسي لشركة بوينغ (بما في ذلك أجنحة التصنيع لطائرة بوينغ 787)، وتفتقر المجموعة عمومًا إلى القدرة على التنافس مع إيرباص وبوينغ.
بعد قيام بومباردييه إيروسبيس بسحب استثماراتها من إيرباص إيه 220 وبومباردييه داش 8، في 25 يونيو 2019، أعلنت ميتسوبيشي للصناعات الثقيلة عن استحواذها على برنامج بومباردييه سي آر جيه 700، في صفقة يُتوقع أن تُغلق في النصف الأول من عام 2020، بشرط الحصول على موافقة الجهات التنظيمية. ستستفيد ميتسوبيشي للصناعات الثقيلة من خبرة بومباردييه العالمية في مجالات تتراوح من الهندسة وإصدار الشهادات إلى علاقات العملاء والدعم، وتعزيز برنامج ميتسوبيشي سبيس جيت الخاص بها، وربما تمكين الشركة لتكون إنتاجاتها في أمريكا الشمالية. تتضمن الصفقة مركزين للخدمة في كندا واثنين في الولايات المتحدة، بالإضافة إلى شهادات النوع الخاصة بـ ميتسوبيشي جيت. ستحتفظ بومباردييه بمنشأة التجميع الخاصة بها في ميرابيل، بالقرب من مونتريال في كندا، وستواصل إنتاج ميتسوبيشي جيت نيابة عن ميتسوبيشي للصناعات الثقيلة حتى اكتمال الطلبات المتأخرة الحالية.
في سبتمبر 2019، أعلنت شركة ميتسوبيشي للطائرات عن إنشاء مركز «ميتسوبيشي سبيس جيت» في ضاحية بوابريان في مونتريال، حيث يعمل في البداية حوالي 100 موظف للمشاركة في شهادة سبيس جيت M90 وأنشطة الدخول في الخدمة. تم إجراء اختبارات الطيران من موقع في موسيس ليك، واشنطن، بالشراكة مع شركة آيروتيك، قبل أن يتم إيقافها في مايو 2020 نتيجة لتخفيضات الميزانية في ضوء جائحة فيروس كورونا 2019–20، مع عدم اليقين بشأن ما إذا كانت الاختبارات ستٌسأنف في النهاية.

## منتجات
- ميتسوبيشي سبيس جيت (MRJ)

## روابط خارجية
- الموقع الرسمي لشركة ميتسوبيشي للطائرات نسخة محفوظة 2 أغسطس 2020 على موقع واي باك مشين.